# لورينت ريكوديرك
لورينت ريكوديرك (بالفرنسية: Laurent Recouderc)‏ لاعب فرنسي سابق في كرة المضرب.

## وصلات خارجية
- لورينت ريكوديرك على موقع رابطة محترفي التنس (الإنجليزية)
- لورينت ريكوديرك على موقع الاتحاد الدولي لكرة المضرب (الإنجليزية)
- لورينت ريكوديرك على موقع كأس ديفيز (الإنجليزية)
- لورينت ريكوديرك على موقع خلاصة التنس.كوم (الإنجليزية)
- لورينت ريكوديرك على موقع إي إس بي إن.كوم (الإنجليزية)

- معلومات عن اللاعب